# 默兹河畔于尼
默兹河畔于尼（法語：Ugny-sur-Meuse，法語發音：[yɲi syʁ møz]）是法国默兹省的一个市镇，位于该省东南部，属于科梅尔西区。

## 地理
默兹河畔于尼（48°38'22"N, 5°42'14"E）面积4.29 平方千米，位于法国大東部大區默兹省，该省份为法国西北部内陆省份，北与比利时接壤，西接马恩省和阿登省，南至上马恩省和孚日省，东临默尔特-摩泽尔省。
与默兹河畔于尼接壤的市镇（或旧市镇、城区）包括：里尼拉萨勒、默兹河畔圣日耳曼、沃库勒尔。

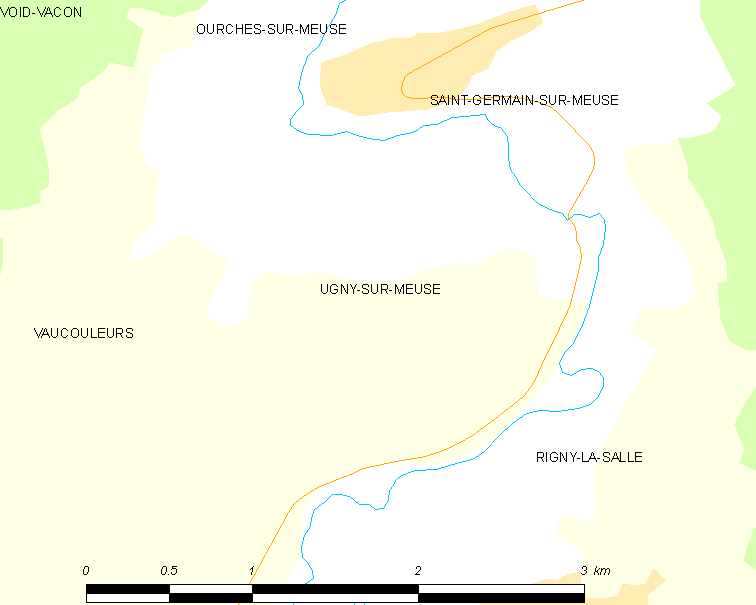
默兹河畔于尼的OSM定位图

默兹河畔于尼的时区为UTC+01:00、UTC+02:00（夏令时）。

## 行政
默兹河畔于尼的邮政编码为55140，INSEE市镇编码为55522。

## 政治
默兹河畔于尼所属的省级选区为沃库勒尔县。

## 人口

1962-2008年间默兹河畔于尼人口变化图示

默兹河畔于尼于2022年1月1日时的人口数量为106人。